# Denim and Leather
Denim and Leather ist das vierte Studioalbum der britischen Rockband Saxon, das im September 1981 erschien.

## Entstehung und Veröffentlichung
Die Erstveröffentlichung von Denim and Leather erfolgte am 25. September 1981 bei Carrère Records. Das Album erschien in seiner Originalausführung als LP mit neun Titeln (Katalognummer: CAL 128). Am 20. Oktober 1993 erschien das Album erstmals bei EMI Music als CD-Ausführung (Katalognummer: TOCP-8056). Am 17. April 2009 erschien eine remasterte Ausführung mit zwei zusätzlichen Remixen sowie sieben Liveaufnahmen von der Denim and Leather Tour Live 1981 (Katalognummer: EMI 6993332).
Geschrieben wurden alle Lieder gemeinsam von den Saxon-Mitgliedern Biff Byford, Steve Dawson, Pete Gill, Graham Oliver und Paul Quinn. Für die Produktion aller Lieder zeichnete Nigel Thomas verantwortlich, bei den beiden Liedern And the Bands Played On und Never Surrender wurde dieser von den Saxon-Mitgliedern unterstützt. Die Aufnahmen erfolgten in den Aquarius Studios, Genf, Schweiz und den Polar Studios, Stockholm, Schweden. Es war das letzte Album in der klassischen Besetzung. Gill verließ die Band nach einer Verletzung, um sich später Motörhead anzuschließen.

## Inhalt
Die Lieder transportieren eine große Bandbreite an Themen. Princess of the Night ist ein Lied über eine mächtige Dampflokomotive, und And the Bands Played On handelt vom Monsters of Rock Festival 1980. Midnight Rider ist ein Lied über Saxons Nordamerika-Tournee 1980.
Der Albumtitel wurde von der beliebten Kleidung in der Metalszene der frühen 1980er-Jahre inspiriert, die entweder durch Jeans und Jacken oder eine Leder-Bikerjacke (oft mit einer abgeschnittenen Jeansweste getragen) definiert wurde. Der Song gilt als Hommage der Band an ihre Fans und beschreibt die Geschichte der Subkultur und den Aufstieg der neuen Welle des britischen Heavy Metal (NWOBHM).

## Titelliste
| #  | Titel                   | Länge |
| -- | ----------------------- | ----- |
| 1. | "Princess of the Night" | 4:01  |
| 2. | "Never Surrender"       | 3:15  |
| 3. | "Out of Control"        | 4:07  |
| 4. | "Rough and Ready"       | 4:51  |
| 5. | "Play It Loud"          | 4:11  |

| #  | Titel                     | Länge |
| -- | ------------------------- | ----- |
| 6. | "And the Bands Played On" | 2:48  |
| 7. | "Midnight Rider"          | 5:45  |
| 8. | "Fire in the Sky"         | 3:37  |
| 9. | "Denim and Leather"       | 5:25  |

| #   | Titel                                  | Länge |
| --- | -------------------------------------- | ----- |
| 10. | "20,000 Ft." (Remix)                   | 4:07  |
| 11. | "Bap Shoo Ap" (Remix)                  | 6:41  |
| 12. | "Intro/And the Bands Played On" (Live) | 4:34  |
| 13. | "Princess of the Night" (Live)         | 4:17  |
| 14. | "Midnight Rider" (Live)                | 5:40  |
| 15. | "Never Surrender" (Live)               | 3:58  |
| 16. | "Fire in the Sky" (Live)               | 2:41  |
| 17. | "Machine Gun" (Live)                   | 2:44  |
| 18. | "Play It Loud" (Live)                  | 5:25  |

## Mitwirkende
Band
- Biff Byford – Gesang
- Steve Dawson – Bassgitarre
- Pete Gill – Schlagzeug
- Graham Oliver – Gitarre
- Paul Quinn – Gitarre

Produktion
- Nigel Thomas – Produktion
- Andy Lyden – Engineering
- Aquarius Studios, Genf – Studio
- Polar Studios, Stockholm – Zusätzliches Aufnahmestudio, Abmischung
- Blechner Poxon – Manager

## Rezensionen
Eduardo Rivadavia schrieb bei AllMusic, auf die Band hätten nach diesem Album "raue Gewässer" gewartet. "Yet, for at least one final, glorious moment, Denim and Leather made Saxon the New Wave of British Heavy Metal to beat." Die Bewertung lag bei 4,5 von 5 Sternen.

## Kommerzieller Erfolg

### Chartplatzierungen
| ChartsChartplatzierungen     | Höchstplatzierung | Wochen |
| ---------------------------- | ----------------- | ------ |
| Deutschland (GfK)            | 37 (7 Wo.)        | 7      |
| Vereinigtes Königreich (OCC) | 9 (11 Wo.)        | 11     |

### Auszeichnungen für Musikverkäufe
| Land/Region                  | Auszeichnungen für Musikverkäufe (Land/Region, Auszeichnung, Verkäufe) | Verkäufe |
| ---------------------------- | ---------------------------------------------------------------------- | -------- |
| Vereinigtes Königreich (BPI) | Silber                                                                 | 60.000   |
| Insgesamt                    | 1× Silber ·                                                            | 60.000   |